# 조셉 마허

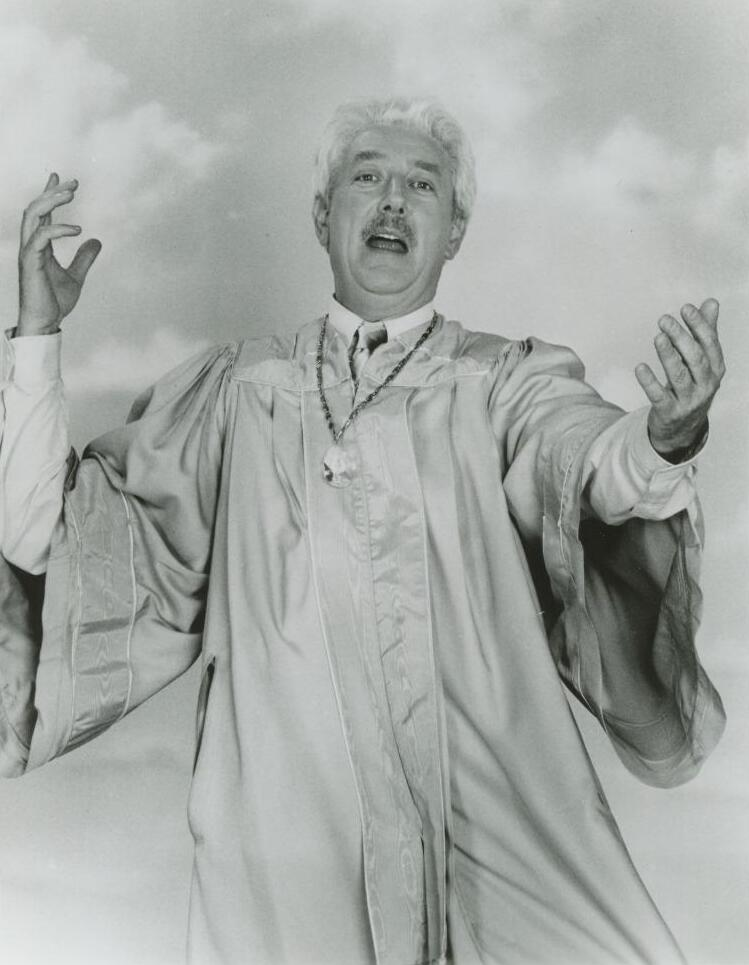

조셉 마허(Joseph Maher, 1933년 12월 29일 ~ 1998년 7월 17일)는 아일랜드의 연극 배우, 영화배우, 텔레비전 배우이다.
웨스트포트에서 태어났으며 로스앤젤레스에서 사망하였다.

## 영화
- 도시 탈출 (1999년)
- O.K. 가라지 (1998년)
- 인 앤 아웃 (1997년)
- 피카소 (1996년)
- 화성 침공 (1996년)
- 시카고 메디컬 (1994년)
- 킬러 (1994년)
- 아이큐 (1994년)
- 쉐도우 (1994년)
- 시스터 액트 (1992년) - 오하라 주교 역
- 로컬 스티그매틱 (1990년)
- 유쾌한 농장 (1988년)
- 새엄마는 외계인 (1988년)
- 빅풋 (1987년)
- 프랑켄위니 (1984년)
- 추적자 (1984년)
- 유인원으로 (1981년)
- 무지개 아래 (1981년)
- 당신이 원하는 것을 말해요 (1980년)
- 미래의 추적자 (1979년)
- 바브라 내 사랑 (1974년)
- 잇 에인트 이지 (1972년)